# Arcavell i la Farga de Moles
Arcavell i la Farga de Moles és una entitat municipal descentralitzada del municipi de les Valls de Valira, a l'Alt Urgell. El 2019 tenia una població total de 47 habitants. L'entitat agrupa els pobles d'Arcavell i la Farga de Moles, ambdós a la frontera amb Andorra i a la vora del riu de la Valira. L'ajuntament és a la casa consistorial d'Arcavell.
La presidenta és la Sra Marta Vidal Fortó. El municipi de les Valls de Valira és el que té més entitats municipals descentralitzades, amb un total de 7, de les 11 que hi ha a tota la comarca.